# Explosiv – Das Magazin
Explosiv – Das Magazin ist ein Boulevard- und Verbrauchermagazin bei RTL, das seit dem 11. Mai 1992 ausgestrahlt wird. Zwischen 1987 und 1992 gab es eine Vorläufersendung, welche mit dem Namen Explosiv ausgestrahlt wurde.

## Ausstrahlung
Das Magazin wird live aus Köln ausgestrahlt.
Beginn des Formats
Zu Beginn des Formats am 25. September 1987 wurde es nur alle 14 Tage im Wechsel mit Explosiv – Der heiße Stuhl dienstagabends um 22:00 Uhr ausgestrahlt. Damals wurde die Sendung von Ulrich Meyer, Olaf Kracht und Hilmer Rolff moderiert.
Programmplatzänderung zur Ausstrahlung montags bis freitags
Seit dem 11. Mai 1992 wurde die Sendung fünfmal pro Woche, montags bis freitags um 19:10 Uhr, ausgestrahlt und von Barbara Eligmann bzw. ab 1993 vertretungsweise von Frauke Ludowig moderiert. Die inhaltliche Ausrichtung blieb dabei weitgehend erhalten, änderte sich dann jedoch im Laufe der Jahre stetig (siehe dazu Abschnitt Thematischer Inhalt).
Programmplatzänderung zur früheren Sendezeit
Im Zuge einer Umstrukturierung des Vorabendprogramms wird die Sendung seit dem 4. September 2006 montags bis freitags bereits um 18:00 Uhr ausgestrahlt. Somit ist das Magazin unter der Woche über Kabel und Antenne nur noch in Bundesländern zu sehen, in denen RTL kein Regionalprogramm ausstrahlt. Dies und der Umstand, dass zur neuen Sendezeit weniger Leute vor den Fernsehern sitzen, trug dazu bei, dass die Zuschauerzahlen stark sanken.
Zusätzliche Wochenendausgabe Explosiv Weekend
Ab 1995 wurde zusätzlich eine Samstagausgabe unter dem Titel Explosiv Weekend gesendet. Die Sendung wurde somit de facto sechsmal pro Woche ausgestrahlt. Der thematische Inhalt der Samstagsausgabe stimmte mit den Wochentagsausgaben überein. Am Samstag moderierte zumeist die eigentliche Urlaubsvertretung. Ab Juli 2018 gab es keine Samstagsausgabe mehr. Nachdem das Magazin kurz pausiert hatte, gab es von August 2018 bis August 2021 eine Sonntagsausgabe, die um 16:45 Uhr eine Stunde vor Exclusiv – Weekend ausgestrahlt wurde. Aufgrund einer Neustrukturierung des Programms wurde im September 2021 die Sonntagsausgabe wieder zurück auf Samstag verlegt, die Sendezeit um 16:45 Uhr änderte sich nicht. Aufgrund sinkender Einschaltquoten teilte RTL am 7. November 2023 mit, die Wochenendausgabe nach knapp 30 Jahren einzustellen. Die letzte Ausgabe lief am 16. Dezember 2023.
Zusätzliche Werktagsausgabe Explosiv Stories
Ab dem 2. August 2021 strahlte RTL neben der regulären Ausgabe um 18:00 Uhr zusätzlich um 17:00 Uhr eine zweite Tagesausgabe unter dem Namen Explosiv Stories aus. RTL wollte dadurch das Informationsangebot im Nachmittagsprogramm erhöhen und den Geschichten des Tages noch mehr Raum geben. Beide Ausgaben waren thematisch aufeinander abgestimmt. Wegen schwacher Einschaltquoten verschob sich der Sendungsbeginn von Explosiv Stories ab dem 14. Februar 2022 auf 17:07 Uhr, wodurch sich die Sendungsdauer um 7 Minuten verkürzte. Am 14. März 2023 kündigte RTL an, Explosiv Stories nicht weiter fortzusetzen. Als Grund für die Absetzung nannte eine Sendersprecherin „stark veränderte Sehgewohnheiten und Bedürfnisse am späten Nachmittag.“ Die letzte Ausgabe wurde am 21. April 2023 ausgestrahlt.

## Thematischer Inhalt
Der Inhalt der Sendung hat sich im Laufe der Zeit stark gewandelt. Wurden zu Beginn des Sendeformats vorwiegend Kuriositäten aus aller Welt gezeigt, so befasst sich Explosiv – Das Magazin heute hauptsächlich mit Einzelschicksalen und Geschichten aus dem Leben, die in kurzen Beiträgen erörtert werden. Spektakuläre Bilder und Geschichten stehen bei der Berichterstattung im Vordergrund. Die Sendung ist für RTL ein wichtiger Quotenbringer, was auch die lange Laufzeit erklärt.

## Moderation
In den Anfangstagen des Formats wurde es jahrelang von Ulrich Meyer, Olaf Kracht und Hilmer Rolff moderiert. Als es ab 1992 montags bis freitags zur besten Sendezeit lief, wurde die Moderatorin Barbara Eligmann das Aushängeschild der Sendung, insbesondere durch ihren oft parodierten Begrüßungssatz „Willkommen bei Explosiv, mein Name ist Barbara Eligmann!“. Vertretungsmoderatorin wurde ab 1993 Frauke Ludowig. 1994 bekam Frauke Ludowig einen eigenen Explosiv-Ableger (siehe Abschnitt Ableger), woraufhin Boris Henn und später Markus Lanz neue Vertretungsmoderatoren wurden. Kurz nach ihrer Babypause im Jahr 1999 verließ Barbara Eligmann Explosiv. Ihre letzte Explosiv-Ausgabe moderierte Eligmann am 16. Dezember 2000. Nach ihrem Weggang übernahm schließlich Markus Lanz die Moderation ganz. Am 31. März 2008 trat Janine Steeger die Nachfolge von Markus Lanz an, der zum ZDF wechselte. Die Redaktionsleitung übernahm Frank Biernat.
Danach wurde Explosiv – Das Magazin von Janine Steeger und Nazan Eckes im Wechsel moderiert. Nazan Eckes vertrat zunächst Petra Neftel während ihres Schwangerschaftsurlaubes und verblieb im Moderationsteam, als diese Ende 2006 aufhörte. Von 2008 bis 2012 wurde das Magazin vertretungsweise auch von Alexander Wüster moderiert. Am 9. September 2013 moderierte erstmals Elena Bruhn. Ab dem Herbst 2015 fungierte zudem Miriam Lange als Schwangerschaftsvertretung für Elena Bruhn, die am 23. Oktober 2015 ihre Moderationen vorübergehend einstellte.
Anfang 2015 kündigte Janine Steeger ihren Arbeitsvertrag bei RTL; am 7. März 2015 hatte sie ihren letzten Arbeitstag. Am 18. Oktober 2019 moderierte Maurice Gajda erstmals als Schwangerschaftsvertretung für Sandra Kuhn und Elena Bruhn. Nach vier Jahren moderierte Miriam Lange das Magazin am 16. Dezember 2019 zum letzten Mal. Sie wechselte zum WDR. Als ihre Nachfolgerin moderierte vom 27. Januar 2020 bis zum 9. Dezember 2022 Leonie Koch eine Woche im Monat die Sendung. Ende Juni 2021 verließ Sandra Kuhn das Magazin auf eigenen Wunsch. Ihre Nachfolgerin war ab dem 2. August 2021 Jana Azizi. Im August 2023 wurde bekannt, dass RTL den Vertrag mit Maurice Gajda aufgrund der Fälschung eines Tweets aufgelöst hatte. Seit Oktober 2023 moderiert Marcel Klein das Magazin vertretungsweise. Im Juli 2024 verließ Jana Azizi das Magazin auf eigenen Wunsch. Im August 2024 kam Linda Mürtz ins Moderatorenteam.
| Aktuelle Moderatoren  | Jahre         | Bemerkung           |
| --------------------- | ------------- | ------------------- |
| Elena Bruhn           | seit 2013     | Hauptmoderatorin    |
| Linda Mürtz           | seit 2024     | Hauptmoderatorin    |
| Marcel Klein          | seit 2023     | Vertretung          |
| Ehemalige Moderatoren |               | Ausstiegsgrund      |
| Frauke Ludowig        | 1993 bis 1994 | Wechsel zu Exclusiv |
| Boris Henn            | 1994 bis 1999 |                     |
| Barbara Eligmann      | 1992 bis 2000 |                     |
| Petra Neftel          | 2001 bis 2006 |                     |
| Markus Lanz           | 1998 bis 2008 | Wechsel zum ZDF     |
| Alexander Wüster      | 2008 bis 2012 |                     |
| Janine Steeger        | 2008 bis 2015 |                     |
| Miriam Lange          | 2015 bis 2019 | Wechsel zum WDR     |
| Nazan Eckes           | 2005 bis 2019 | Wechsel zu Extra    |
| Sandra Kuhn           | 2017 bis 2021 | Wechsel zu Bild     |
| Leonie Koch           | 2020 bis 2022 | Wechsel zum HR      |
| Maurice Gajda         | 2019 bis 2023 |                     |
| Jana Azizi            | 2021 bis 2024 |                     |

## Ableger
Unter dem Namen Explosiv entstanden Ableger, die mit einem anderen Untertitel eine andere inhaltliche Ausrichtung verfolgen. Dazu zählten Explosiv Telegramm und Explosiv – Der heiße Stuhl bzw. seit Juni 1994 Explosiv – Das heiße Eisen. Die Formate wurden umbenannt bzw. durch „neue“ Formate „ersetzt“, so Explosiv – Das heiße Eisen durch Extra – Das RTL-Magazin und Explosiv Telegramm durch Exclusiv – Das Starmagazin.